# Sven Olle Delden
Sven Olof Evert Delden, född 10 april 1912 i Söderköping, död 22 september 1994 i Ringarum, var en svensk målare, tecknare och affischkonstnär.
Han var son till köpman Ferdinand Peterson och Anna Maria Karlsson och bror till Carl Delden. Delden studerade konst för Albert Sjöström och var därefter huvudsakligen verksam som illustrations- och affischtecknare. Som konstnär målade han landskap i olja. Delden är representerad med affischer vid Kungliga biblioteket i Stockholm.